# Morgensternhöhe
Morgensternhöhe è una montagna situata tra Zöblitz e Ansprung in Sassonia, Germania, e facente parte dei Monti Metalliferi.
Ha preso il nome da Christoph Morgenstern, proprietario del massiccio nel 1720, e fa parte del sentiero europeo E3.